# Calstock
Calstock es una localidad situada en el condado de Cornualles, en Inglaterra (Reino Unido). Según el censo de 2001, tiene una población de 6095 habitantes.
Está ubicada al oeste de la península del Suroeste, cerca de la orilla del canal de Brístol y del canal de la Mancha (océano Atlántico).

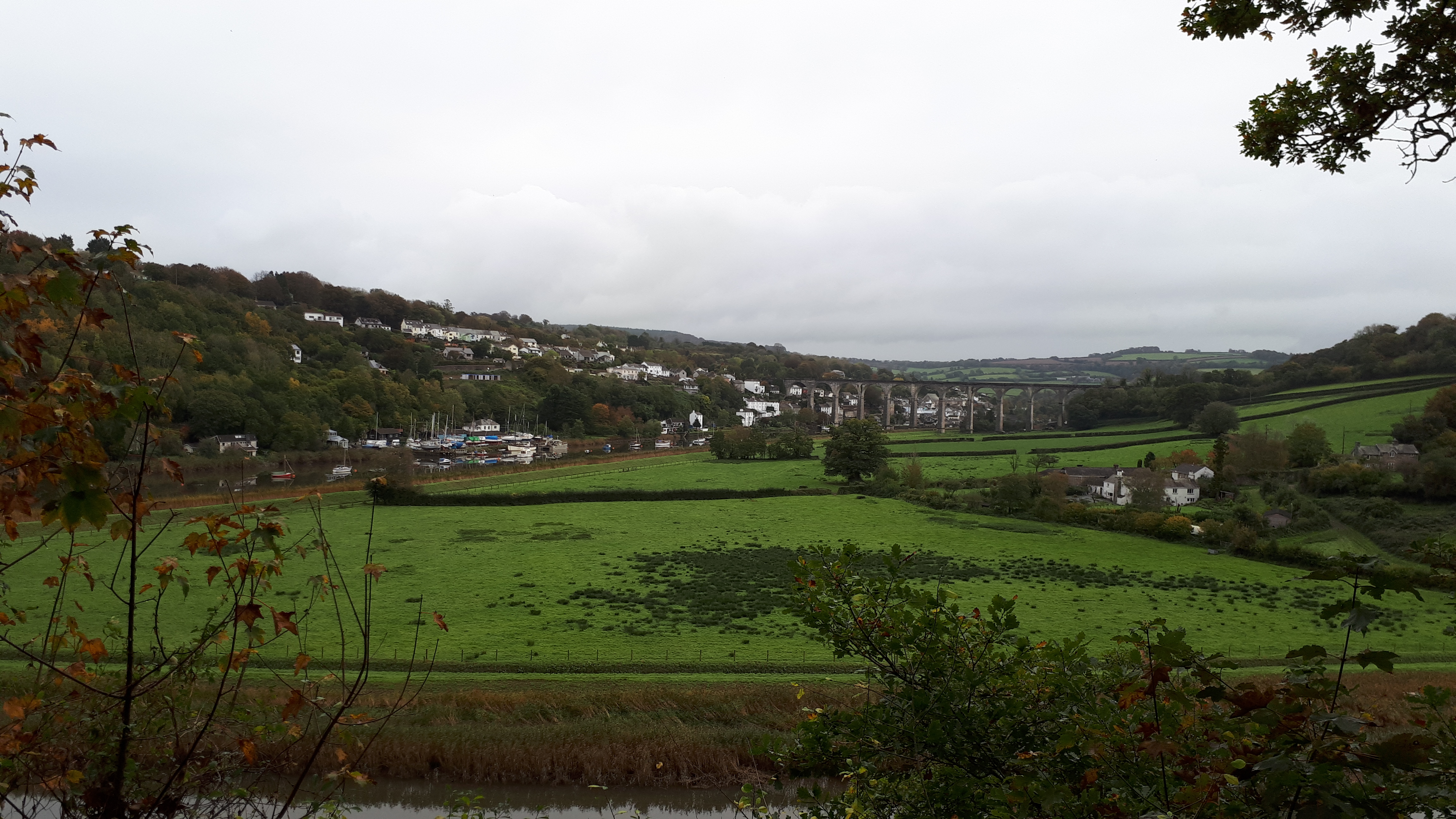
Viaducto de Calstock y alrededores
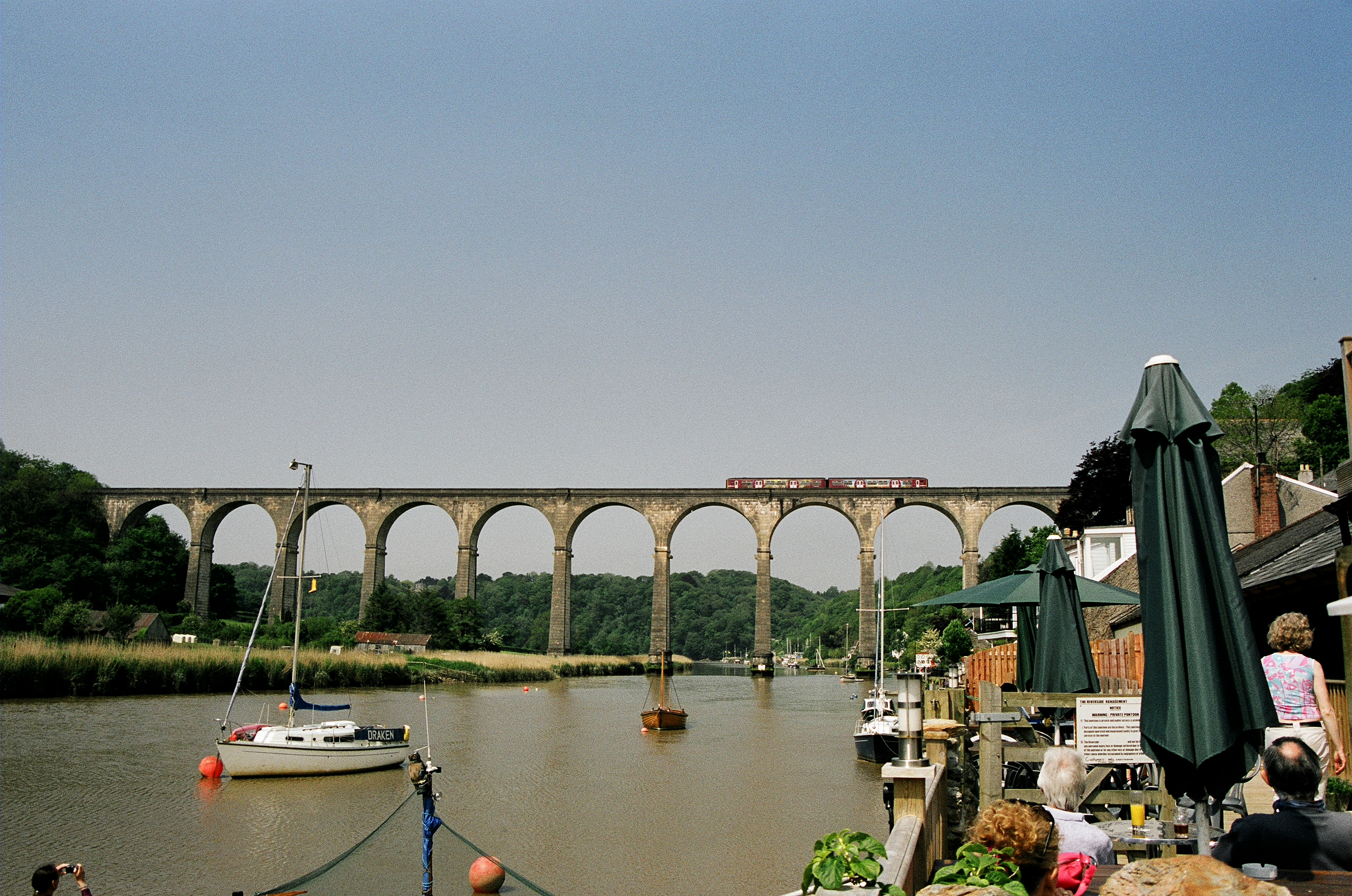
Viaducto de Calstock